# Obórki (powiat piaseczyński)
Obórki – wieś sołecka w Polsce położona w województwie mazowieckim, w powiecie piaseczyńskim, w gminie Konstancin-Jeziorna.
| SIMC    | Nazwa     | Rodzaj    |
| ------- | --------- | --------- |
| 0003955 | Habdzinek | część wsi |

Wieś szlachecka Obory Minor położona była w drugiej połowie XVI wieku w powiecie czerskim  ziemi czerskiej województwa mazowieckiego. W latach 1975–1998 miejscowość należała administracyjnie do województwa warszawskiego.